# Cykling under sommer-OL 2008 – Linjeløb (herrer)
Landevejscyklingens linjeløb for herrer under sommer-OL 2008 fandt sted den 9. august på den olympiske cykelrute i Beijing i Kina. Løbet begyndte klokken 11:00 lokal tid (UTC+8), og var forventet afsluttet omkring 17:30 senere på dagen. Ruten var 245,4 km lang, og gik nord for centrum af Beijing, forbi landemærker som Himlens Tempel og Alter, Folkets Store Hal, Den Himmelske Freds Plads og Beijing Nationalstadion. Efter en 78,8 km lang rute i fladt terræn nord for byen, gik ruten ind i en afgørende fase på syv runder af 23,8 kilometer op og ned ad Badaling Pass, inkluderet en 10 %-stigning.
Linjeløbet blev vundet af den spanske cykelrytter Samuel Sánchez med tiden 6 timer, 23 minutter og 49 sekunder, efter at seks cykelryttere kæmpede om sejren i en spurt. Davide Rebellin fra Italien og Fabian Cancellara fra Schweiz fik henholdsvis sølv og bronze, med samme tid som vinderen. 
Det varme og fugtige vejr stod i skarp kontrast til det kraftige regnvejr som faldt under damernes linjeløb dagen efter.
Linjeløbet var en af de første konkurrencer som blev afholdt under sommer-OL 2008, siden den fandt sted på legenes første dag. Før legene begyndte, blev der udtrykt bekymring for den store forurening i Beijing, men ingen problemer blev rapporteret fra løbet.
I april 2009 blev det offentliggjort at sølvmedaljevinderen Davide Rebellin var blevet testet positiv for CERA (en form for EPO) under legene. Efter at hans B-prøve blev bekræftet positiv, blev han strøget fra resultatlisterne og måtte tilbagelevere medaljen og præmiepengene han havde fået fra Italiens olympiske komité. Cancellara og fjerdepladsen Aleksandr Kolobnev fra Rusland blev senere tildelt sølv- og bronzemedaljerne.

## Kvalifikation
Deltagelsen i løbet var begrænset til maksimalt fem ryttere pr. nationale olympiske komité (NOK). Kvoterne blev tildelt med udgangspunkt i nationsranglisten i de forskellige UCI-toure (UCI ProTour og de fem kontinentale toure) for 2007. Man kunne ikke stille med flere ryttere end man havde placeret på den individuelle rangliste for den aktuelle tour. Fuld kvote på fem ryttere kunne kun nationer som var blandt de ti bedste i UCI ProTour 2007 få. Eventuelle NOK'er som ikke var kvalificeret via nationsranglisterne fik lov til at hente én rytter ind fra den individuelle rangliste i ProTour (uanset placering), Europa (200 bedste), Amerika (20 bedste), Afrika, Asien eller Oceanien (5 bedste), og hvis dette heller ikke var muligt, blandt de bedste i "B"-verdensmesterskabet. 
Selv om feltet skulle bestå af 145 ryttere, var der kun 143 ryttere som stillede til start, eftersom fire ryttere blev fjernet fra startlisten kort tid før løbet, og kun to af dem blev erstattet. Damiano Cunego fra Italien havde ikke restitueret sig nok fra skaderne han pådrog sig i Tour de France 2008, så han blev erstattet af Vincenzo Nibali. Portugals Sérgio Paulinho, sølvvinder fra sommer-OL 2004, var heller ikke i tilstrækkelig form til at starte løbet. Russeren Vladimir Gusev blev smidt af sit professionelle hold Astana for at have undgået en intern dopingkontrol og blev erstattet af Denis Mensjov, som senere også konkurrerede på enkeltstarten. I ugen før løbet styrtede Michael Albasini fra Schweiz og brækkede kravebenet, men der var ikke tilstrækkelig tid til at finde en erstatning for ham.

## Forhåndsstof

### Forurening
Før åbningen af legene var Den Internationale Olympiske Komité (IOK) optaget af at nedtone faren rytterne mødte fra forurening, men organisationskomitéen havde planer for at ændre på udholdenhedskonkurrencerne hvis forureningen var for høj. Idrætsudøvere som deltager i disse konkurrencer, kan forbruge 20 gange mere oxygen end en stillesiddende person. Et højere forureningsniveau i luften kan dermed påvirke ydelsen, skade eller irritere lungerne, eller forværre respiratoriske forhold og forårsage for eksempel astma.
Uafhængige kilder viste at forureningsniveauerne var over grænsen til det som anses trygt af Verdenssundhedsorganisationen (WHO) den 9. august. Alligevel gik cykelkonkurrencerne som planlagt uden indvendinger fra rytterne. 53 af de 143 ryttere udgik af løbet, men dette er ikke ualmindeligt (over halvdelen udgik af løbet under sommer-OL 2004). Før løbet løftede en række ryttere bekymringer frem omkring forholdene, særligt varmen (26° C) og luftfugtigheden (90 %), som er meget højere end i Europa, hvor størstedelen af UCI ProTour-løbene bliver afholdt. Forurening derimod, var ikke meget omtalt som et problem, selv om tyske Stefan Schumacher, som havde været anset som en af favoritterne i konkurrencen, udtalte at forureningen var en af grundene til at han trak sig.

### Favoritter
Blandt forhåndsfavoritterne til løbet var blandt andet hele den spanske kontingent af ryttere. Holdet omfattede to vindere af en Grand Tour i Alberto Contador og Carlos Sastre, sammen med Alejandro Valverde (regerende spansk mester og vinder af Critérium du Dauphiné Libéré 2008) og Samuel Sánchez, som havde vundet tre etaper i Vuelta a España 2007. De havde også vinderen af pointtrøjen i Tour de France 2008 og tre gange verdensmester Óscar Freire med på holdet. Freire kunne fungere som hjælperytter mens Valverde blev set som den stærkeste rytter blandt spanierne. Andre medaljefavoritter var blandt andet regerende olympisk mester Paolo Bettini fra Italien, Tysklands Stefan Schumacher, og australske Cadel Evans, som havde to andenpladser fra Tour de France (2007 og 2008). Det blev også sagt at ryttere fra de generelt stærke hold til Tyskland og Luxembourg også kunne kæmpe om sejren.  På det tyske hold var Schumacher som havde mange veteraner fra Grand Tours som Jens Voigt til støtte, mens Luxembourg havde Schleck-brødrene Andy og Fränk, sammen med Kim Kirchen. Alle tre havde haft førertrøjen i løbet af Tour de France 2008.

## Resultater
| Nr. | Rytter                      | Tid     |
| --- | --------------------------- | ------- |
| 1   | Samuel Sánchez (ESP)        | 6:23:49 |
| 2   | Fabian Cancellara (SUI)     | s.t.    |
| 3   | Aleksandr Kolobnev (RUS)    | s.t.    |
| 4   | Andy Schleck (LUX)          | s.t.    |
| 5   | Michael Rogers (AUS)        | s.t.    |
| 6   | Santiago Botero (COL)       | 6:24:01 |
| 7   | Mario Aerts (BEL)           | s.t.    |
| 8   | Michael Barry (CAN)         | 6:24:05 |
| 9   | Robert Gesink (NED)         | 6:24:07 |
| 10  | Levi Leipheimer (USA)       | 6:24:09 |
| 11  | Chris Anker Sørensen (DEN)  | 6:24:11 |
| 12  | Alejandro Valverde (ESP)    | s.t.    |
| 13  | Jérôme Pineau (FRA)         | s.t.    |
| 14  | Cadel Evans (AUS)           | s.t.    |
| 15  | Przemysław Niemiec (POL)    | s.t.    |
| 16  | Christian Vande Velde (USA) | 6:24:19 |
| 17  | Paolo Bettini (ITA)         | 6:24:24 |
| 18  | Vladimir Karpets (RUS)      | 6:24:59 |
| 19  | Murilo Fischer (BRA)        | 6:26:17 |
| 20  | Fabian Wegmann (GER)        | s.t.    |
| 21  | Erik Hoffmann (NAM)         | s.t.    |
| 22  | Christian Pfannberger (AUT) | s.t.    |
| 23  | Gustav Larsson (SWE)        | s.t.    |
| 24  | Nicki Sørensen (DEN)        | s.t.    |
| 25  | Radoslav Rogina (CRO)       | s.t.    |
| 26  | John-Lee Augustyn (RSA)     | s.t.    |
| 27  | Nuno Ribeiro (POR)          | s.t.    |
| 28  | Ignatas Konovalovas (LTU)   | s.t.    |
| 29  | Jackson Rodríguez (VEN)     | s.t.    |
| 30  | Matthew Lloyd (AUS)         | s.t.    |
| 31  | Kurt Asle Arvesen (NOR)     | s.t.    |
| 32  | Kanstantsin Siutsou (BLR)   | s.t.    |
| 33  | Rémi Pauriol (FRA)          | s.t.    |
| 34  | Tadej Valjavec (SLO)        | s.t.    |
| 35  | Jaroslav Popovytj (UKR)     | s.t.    |
| 36  | Simon Gerrans (AUS)         | s.t.    |
| 37  | Thomas Lövkvist (SWE)       | 6:26:25 |
| 38  | Thomas Rohregger (AUT)      | s.t.    |
| 39  | George Hincapie (USA)       | s.t.    |
| 40  | José Serpa (COL)            | 6:26:27 |
| 41  | Johan Vansummeren (BEL)     | s.t.    |
| 42  | Fränk Schleck (LUX)         | s.t.    |
| 43  | Andrej Mizurov (KAZ)        | s.t.    |
| 44  | Roman Kreuziger (CZE)       | 6:26:35 |
| 45  | Kim Kirchen (LUX)           | 6:26:40 |
| 46  | Moisés Aldape (MEX)         | 6:28:08 |
| 47  | Rein Taaramäe (EST)         | 6:30:49 |
| 48  | Carlos Sastre (ESP)         | 6:31:06 |
| 49  | Franco Pellizotti (ITA)     | s.t.    |
| 50  | Sergej Lagutin (UZB)        | s.t.    |
| 51  | Hossein Askari (IRI)        | 6:34:22 |
| 52  | Ruslan Pidhornyj (UKR)      | s.t.    |
| 53  | Julian Dean (NZL)           | 6:34:26 |
| 54  | Jacek Morajko (POL)         | s.t.    |
| 55  | Ryder Hesjedal (CAN)        | s.t.    |
| 56  | Matija Kvasina (CRO)        | s.t.    |
| 57  | Marcus Ljungqvist (SWE)     | s.t.    |
| 58  | Svein Tuft (CAN)            | s.t.    |
| 59  | Denis Mensjov (RUS)         | s.t.    |
| 60  | Jure Golčer (SLO)           | s.t.    |
| 61  | Ján Valach (SVK)            | s.t.    |
| 62  | Marzio Bruseghin (ITA)      | s.t.    |
| 63  | Nicolas Roche (IRL)         | s.t.    |
| 64  | Laurens ten Dam (NED)       | s.t.    |
| 65  | Péter Kusztor (HUN)         | 6:35:44 |
| 66  | Ivan Stević (SRB)           | s.t.    |
| 67  | Gatis Smukulis (LAT)        | 6:36:48 |
| 68  | Tanel Kangert (EST)         | s.t.    |
| 69  | Gonzalo Garrido (CHI)       | s.t.    |
| 70  | Edvald Boasson Hagen (NOR)  | s.t.    |
| 71  | André Cardoso (POR)         | 6:39:42 |

| Nr. | Rytter                      | Tid     |
| --- | --------------------------- | ------- |
| 72  | Aljaksandr Kutjynski (BLR)  | s.t.    |
| 73  | Dainius Kairelis (LTU)      | s.t.    |
| 74  | Petr Benčík (CZE)           | s.t.    |
| 75  | Alexandre Pliuschin (MDA)   | s.t.    |
| 76  | Denys Kostjuk (UKR)         | s.t.    |
| 77  | Sergej Ivanov (RUS)         | s.t.    |
| 78  | Ghader Mizbani (IRI)        | s.t.    |
| 79  | David George (RSA)          | s.t.    |
| 80  | Philip Deignan (IRL)        | s.t.    |
| 81  | Glen Chadwick (NZL)         | s.t.    |
| 82  | Alexandre Usov (BLR)        | 6:49:59 |
| 83  | Tomasz Marczyński (POL)     | s.t.    |
| 84  | Nebojša Jovanović (SRB)     | s.t.    |
| 85  | Takashi Miyazawa (JPN)      | 6:55:24 |
| 86  | Rafâa Chtioui (TUN)         | 7:03:04 |
| 87  | Park Sung-baek (KOR)        | s.t.    |
| 88  | Wu Kin San (HKG)            | 7:05:57 |
| 89  | Luciano Pagliarini (BRA)    | 7:08:27 |
| −   | Alberto Contador (ESP)      | DNF     |
| −   | Simon Špilak (SLO)          | DNF     |
| −   | Jens Voigt (GER)            | DNF     |
| −   | Pierrick Fédrigo (FRA)      | DNF     |
| −   | Cyril Dessel (FRA)          | DNF     |
| −   | Pierre Rolland (FRA)        | DNF     |
| −   | Rigoberto Urán (COL)        | DNF     |
| −   | Ben Swift (GBR)             | DNF     |
| −   | Stef Clement (NED)          | DNF     |
| −   | Bert Grabsch (GER)          | DNF     |
| −   | Vincenzo Nibali (ITA)       | DNF     |
| −   | Lars Petter Nordhaug (NOR)  | DNF     |
| −   | Vladimir Miholjević (CRO)   | DNF     |
| −   | Christophe Brandt (BEL)     | DNF     |
| −   | Stefan Schumacher (GER)     | DNF     |
| −   | Brian Vandborg (DEN)        | DNF     |
| −   | Jurgen van den Broeck (BEL) | DNF     |
| −   | Timothy Gudsell (NZL)       | DNF     |
| −   | Patricio Almonacid (CHI)    | DNF     |
| −   | Evgeniy Gerganov (BUL)      | DNF     |
| −   | Borut Božič (SLO)           | DNF     |
| −   | Stuart O'Grady (AUS)        | DNF     |
| −   | Maksim Iglinskij (KAZ)      | DNF     |
| −   | Gabriel Rasch (NOR)         | DNF     |
| −   | Fumiyuki Beppu (JPN)        | DNF     |
| −   | Henry Raabe (CRC)           | DNF     |
| −   | Mehdi Sohrabi (IRI)         | DNF     |
| −   | Mario Contreras (ESA)       | DNF     |
| −   | Andrij Hryvko (UKR)         | DNF     |
| −   | Vladimir Jefimkin (RUS)     | DNF     |
| −   | Jason McCartney (USA)       | DNF     |
| −   | Roger Hammond (GBR)         | DNF     |
| −   | Karsten Kroon (NED)         | DNF     |
| −   | Óscar Freire (ESP)          | DNF     |
| −   | Steve Cummings (GBR)        | DNF     |
| −   | Maxime Monfort (BEL)        | DNF     |
| −   | Matej Jurčo (SVK)           | DNF     |
| −   | Roman Broniš (SVK)          | DNF     |
| −   | Hichem Chabane (ALG)        | DNF     |
| −   | Juan José Haedo (ARG)       | DNF     |
| −   | Zhang Liang (CHN)           | DNF     |
| −   | Ahmed Belgasem (LBA)        | DNF     |
| −   | Gerald Ciolek (GER)         | DNF     |
| −   | Raivis Belohvoščiks (LAT)   | DNF     |
| −   | Jonathan Bellis (GBR)       | DNF     |
| −   | Horacio Gallardo (BOL)      | DNF     |
| −   | László Bodrogi (HUN)        | DNF     |
| −   | Danail Petrov (BUL)         | DNF     |
| −   | Matías Médici (ARG)         | DNF     |
| −   | Niki Terpstra (NED)         | DNF     |
| −   | Alejandro Borrajo (ARG)     | DNF     |
| −   | Robert Hunter (RSA)         | DNF     |
| −   | David Zabriskie (USA)       | DNF     |
| –   | Davide Rebellin (ITA)       | DSQ     |